# 이천시의 마천루 목록
대한민국 경기도 이천시의 마천루 목록이다. 대한민국의 「초고층 및 지하연계 복합건축물 재난관리에 관한 특별법」에 따르면 '초고층 건축물' 이란 층수가 50층 이상 또는 높이가 200m 이상인 건축물을 말한다.

## 마천루 순위
본 목록은 완공되었거나, 상량식을 끝낸 마천루이다.
| 순위 | 이름                            | 사진 | 위치   | 높이 | 층수 | 완공 연도 | 비고                                  |
| ---- | ------------------------------- | ---- | ------ | ---- | ---- | --------- | ------------------------------------- |
| 1=   | 이천 롯데캐슬 골드 스카이 101동 |      | 안흥동 | 165m | 49층 | 2018년    | 현재 이천시에서 가장 높은 마천루이다. |
| 1=   | 이천 롯데캐슬 골드 스카이 102동 |      | 안흥동 | 165m | 49층 | 2018년    | [ 2 ]                                 |
| 3    | 이천 롯데캐슬 골드 스카이 103동 |      | 안흥동 | 159m | 47층 | 2018년    | [ 3 ]                                 |
| 4    | 롯데캐슬 페라즈 스카이 103동    |      | 안흥동 | 158m | 49층 | 2023년    | [ 4 ]                                 |
| 5    | 이천 롯데캐슬 골드 스카이 104동 |      | 안흥동 | 156m | 46층 | 2018년    | [ 5 ]                                 |
| 6    | 롯데캐슬 페라즈 스카이 102동    |      | 안흥동 | 145m | 45층 | 2023년    | [ 4 ]                                 |
| 7=   | 이천 코아루 휴티스 101동        |      | 안흥동 | 137m | 42층 | 2021년    | [ 6 ]                                 |
| 7=   | 이천 코아루 휴티스 102동        |      | 안흥동 | 137m | 42층 | 2021년    | [ 6 ]                                 |
| 9    | 롯데캐슬 페라즈 스카이 101동    |      | 안흥동 | 130m | 40층 | 2023년    | [ 4 ]                                 |
| 10   | 이천 코아루 휴티스 201동        |      | 안흥동 | 129m | 40층 | 2021년    | [ 7 ]                                 |
| 11   | 이천 코아루 휴티스 103동        |      | 안흥동 | 125m | 37층 | 2021년    | [ 6 ]                                 |
| 12=  | 양우 내안애 클래스568           |      | 안흥동 | 101m | 29층 | 2019년    | [ 8 ]                                 |
| 12=  | 이천 신일 해피트리빌 101동      |      | 부발읍 | 101m | 33층 | 2014년    | [ 9 ]                                 |
| 12=  | 이천 신일 해피트리빌 102동      |      | 부발읍 | 101m | 33층 | 2014년    | [ 10 ]                                |
| 12=  | 이천 신일 해피트리빌 201동      |      | 부발읍 | 101m | 33층 | 2014년    | [ 11 ]                                |
| 16   | 이천 라온팰리스                 |      | 중리동 | 87m  | 28층 | 2009년    | [ 12 ]                                |
| 17   | 하이앤드 천년가                 |      | 안흥동 | 84m  | 20층 | 2022년    | [ 13 ]                                |
| 18   | 호텔 인트라다 이천              |      | 부발읍 | 76m  | 20층 | 2018년    | [ 14 ]                                |
| 19   | 코아루페라즈 오피스텔           |      | 중리동 | 73m  | 20층 | 2018년    | [ 15 ]                                |
| 20   | SK하이닉스 R&D센터              |      | 부발읍 | 70m  | 15층 | 2019년    | [ 16 ]                                |
| 21   | 부발역 리슈빌                   |      | 부발읍 | 69m  | 18층 | 2018년    | [ 17 ]                                |
| 22   | 센트럴시티 오피스텔             |      | 중리동 | 67m  | 20층 | 2019년    | [ 18 ]                                |
| 23   | 지평 더웰아이                   |      | 부발읍 | 62m  | 20층 | 2018년    | [ 19 ]                                |
| 24=  | 브라운스톤 이천 101동           |      | 안흥동 | 61m  | 20층 | 2014년    | [ 20 ]                                |
| 24=  | 브라운스톤 이천 102동           |      | 안흥동 | 61m  | 20층 | 2014년    | [ 21 ]                                |
| 24=  | 브라운스톤 이천 103동           |      | 안흥동 | 61m  | 20층 | 2014년    | [ 22 ]                                |

## 같이 보기
- 이천시
- 마천루 목록
- 아시아의 마천루 목록
- 대한민국의 마천루 목록